# John Milne
John Milne (Liverpool, 30 de dezembro de 1849 — Ilha de Wight, 31 de julho de 1913)   foi um geólogo e engenheiro inglês.
Desenvolveu o sismógrafo horizontal.